# Shaun Ross

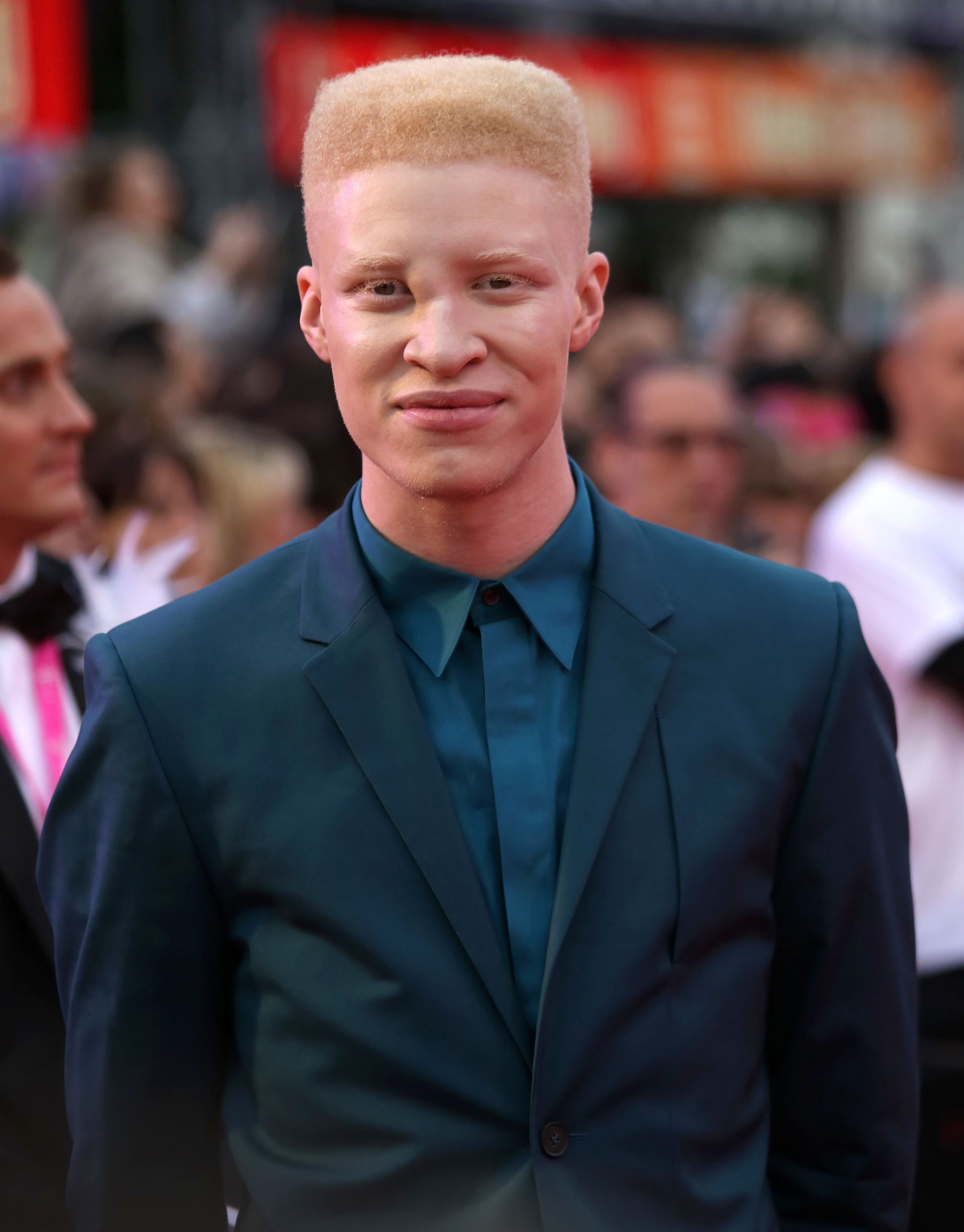
Shaun Ross, 2014

Shaun Ross (* 10. Mai 1991 in der Bronx, New York) ist ein US-amerikanisches Model und Schauspieler. Bekanntheit erlangte er als das erste professionelle Albino-Model.

## Leben
Der homosexuelle Afroamerikaner Ross stammt aus New York City und begann mit 16 Jahren zu modeln. Wegen seines untypischen Aussehens hatte Ross es anfangs schwer, professionelle Modelverträge zu schließen. Erst um 2008 wurde die Designerin Nina Athanasiou auf ihn aufmerksam. Seitdem hatte er Modelaufträge für GQ, Italian Vogue, i-D, Paper Magazine und AnOther Magazine. Daneben modelte er für Alexander McQueen oder Hubert de Givenchy.
Ross wirkte als Darsteller in Musikvideos von Beyoncé (Pretty Hurts und Party), Katy Perry (E.T.), Lana Del Rey (Tropico) und Steve Aoki & Autoerotique (ILYSM) mit.
2013 war er in einer Ausgabe der Sendung America’s Next Top Model zu sehen. Es folgten Besetzungen in Beyond the Skin und in einer Episode der TV-Serie The Real im Jahr 2014. Von 2014 bis 2015 wirkte er in drei Episoden der Serie Fashion News Live mit. In The Man in the High Castle wirkte er als Shoe Shine Boy in zwei Episoden mit.
Anfang Februar 2016 sorgte Ross wegen seiner Freizügigkeit im Musikvideo Dust der Band Bråves für Schlagzeilen.

## Filmografie
- 2013: America’s Next Top Model
- 2014: Beyond the Skin
- 2014: The Real (Fernsehserie, Episode 1x68)
- 2014–2015: Fashion News Live (Fernsehserie, 3 Episoden)
- 2015: The Man in the High Castle (Fernsehserie, 2 Episoden)
- 2017: Gastauftritt in der 12. Staffel bei Germany’s Next Topmodel[6]